# 佐藤誠 (歌人)
佐藤 誠（さとう まこと、1908年1月1日 - 1989年10月27日）は歌人、会社経営者。茨城県日立市生まれ。牟礼事件の容疑者として逮捕され1954年に死刑判決を受け、抗告中に病死した。

## 人物
東京工学校高等科卒業。戦前から戦後にかけて、無線電信系の学校講師や電気会社社長や新聞社主筆を歴任。
1950年に部下に大臣の車を窃盗することを指示したとして逮捕された（最終的に不起訴処分で釈放）。1952年10月の第25回衆議院議員総選挙において立候補した無所属候補の選挙参謀となるが落選。選挙においては自身が主筆だった新聞社が対立候補を誹謗中傷したとして公職選挙法で訴えられるなどしていた。前述の窃盗指示疑惑や選挙戦の誹謗中傷などの過去があったため、警察からは問題の多い人物と見られていた。
1950年4月に21歳女性が土地や家屋が売却されて殺害された牟礼事件において、土地家屋の売買に関わったことから犯人として浮上し、実行犯の供述から首謀者とされて1952年10月に逮捕された。佐藤は殺人事件でいかなる関与もしていないとして無罪を主張するも、1958年8月5日に死刑が確定し、拘置所に収監される。
獄中では逮捕前から嗜んでいた和歌を詠み続け、生前9冊と死後1冊の歌集を出版している。そして歌集出版をきっかけに、佐藤は同人誌『スズラン』の主幹となり、獄中から同人たちの短歌を添削したり、同人誌の編集を行っていた。
だが1981年、拘置所が死刑確定囚の行為としては許可できないと同人誌の編集を禁止、1985年には毎月の近況報告を同人誌に掲載することを禁止、1988年には同人らの短歌添削も禁止。だが同人誌『スズラン』は、佐藤が亡くなるまで計123号が発行された。
昭和天皇の重体が伝えられてから、支援者らが恩赦出願を佐藤に勧めるが、佐藤は「私は無罪なのだから、再審請求をして無罪を勝ち取る」と拒否。弁護団に熱心に説得されて、1989年5月に恩赦出願するも、やはり冤罪の身であるのに無期懲役の罪人にはなれないと取り下げている。
再審請求を8回出すも、1989年10月にくも膜下出血のため死亡。81歳没。

## 歌集
- 『幻の死刑囚』
- 『処刑地』
- 『白きいのち いわれなき罪に問われて』
- 『自由か死か』
- 『神の沈黙』
- 『真昼の悪夢』
- 『天の梯子』